# Lipuntahuaca
Lipuntahuaca är en ort i Mexiko.   Den ligger i kommunen Huehuetla och delstaten Puebla, i den sydöstra delen av landet, 170 km öster om huvudstaden Mexico City. Lipuntahuaca ligger 465 meter över havet och antalet invånare är 1 484.
Terrängen runt Lipuntahuaca är lite bergig. Runt Lipuntahuaca är det ganska tätbefolkat, med 207 invånare per kvadratkilometer. Närmaste större samhälle är Olintla, 5,8 km väster om Lipuntahuaca. I omgivningarna runt Lipuntahuaca växer i huvudsak städsegrön lövskog.